# Humboldt
Humboldt ist ein deutscher Familienname.

## Herkunft und Bedeutung
Humbold(t):
1. Aus den gleich lautenden deutschen Rufnamen (hun + bald) entstandene Familiennamen.
2. Vereinzelt Übernamen zu mhd. humpolt ›ein Getreidemaß‹ oder zu mnd. humbolt ›eine Art schlechten Flachses‹.[1]

## Namensträger
- Alexander von Humboldt (1769–1859), deutscher Naturforscher und Entdecker
- Alexander von Humboldt (Generalleutnant) (1858–1942), deutscher Generalleutnant
- Alexander von Humboldt (SA-Mitglied) (1886–1940), deutscher SA-Führer
- Alexander Georg von Humboldt (1720–1779), preußischer Offizier und Unternehmer
- Bernhard von Humboldt (1863–1934), Generalmajor
- Caroline von Humboldt (geb. von Dacheröden; 1766–1829), Ehefrau von Wilhelm von Humboldt
- Gabriele von Humboldt, Geburtsname von Gabriele von Bülow (1802–1887), Tochter von Caroline und Wilhelm von Humboldt
- Gustav Humboldt (1860–nach 1929), deutscher Verleger
- Hans Paul von Humboldt-Dachroeden (1857–1940), deutscher Diplomat
- Marie-Elisabeth von Humboldt (geb. Colomb; 1741–1796), Mutter von Alexander und Wilhelm von Humboldt
- Ralf Humboldt (* 1956), deutscher Fußballspieler
- Wilhelm von Humboldt (1767–1835), deutscher Staatsmann, Sprachwissenschaftler und Bildungsreformer, Bruder von Alexander von Humboldt

## Adelsgeschlecht
- von Humboldt

## Industrie-Unternehmen
- Maschinenbauanstalt Humboldt 1871 als Maschinenbau A.G. Humboldt gegründet, ab 1896 Lokomotivbau, 1925 bis 1938 mit den Klöckner-Werken fusioniert.
- Klöckner-Humboldt-Deutz AG Hersteller von Verbrennungsmotoren und Landfahrzeugen, Nachfolgerin der vorgenannten Maschinenbauanstalt Humboldt